# Solotvyno
Solotvyno (Oekraïens: Солотвино, Hongaars: Aknaszlatina, Roemeens: Slatina) is een stadje in de rajon Tjatsjiv in de oblast Transkarpatië in Oekraïne.
De naam van de stad refereert aan de zoutmijn (salina). De stad werd in 1360 voor het eerst in geschriften genoemd.
De stad is gelegen aan de oever van de grensrivier de Tisza. Tegenover deze stad, aan de overzijde van de rivier, ligt de Roemeense stad Sighetu Marmației. In 1944 werd de brug tussen beide steden verwoest; in 2007 is een nieuwe brug gereed gekomen. Tot 1920 en tussen 1938 en 1944 behoorde de stad net als de tegenoverliggende stad Sighetu tot het Koninkrijk Hongarije.

## Bevolking
In 2001 woonden in de stad 9.276 inwoners. Hiervan waren er circa 4000 etnisch Hongaars.
De Hongaarse gemeenschap heeft de beschikking over een eigen basis- en middelbare school (Bolyai János Középiskola). Een belangrijke straat in het stadje is genoemd naar een beroemde inwoner, de Hongaarse schilder Simon Hollósy.

### Bevolkingssamenstelling
In 2001 bestond de stadsbevolking uit:
- Roemenen (56,97%),
- Hongaren (24,3%)
- Oekraïners (14,54%) en
- Russen (3,18%)